# ذلاخة
ذَلّاخَة (الاسم العلمي: Corixa)، جنس حشرات مائية من فصيلة الذلاخيات. يضم خمسة أنواع حية وثلاثة منقرضة، نوعه الأحفوري C. elegans هو من تكوين روت في شمال الراين-وستفاليا.